# Stefano Rosselli del Turco
Stefano Rosselli, marquès del Turco, conegut com a Stefano Rosselli del Turco, (Florència, 27 de juliol de 1877 – 18 d'agost de 1947) fou un editor i jugador d'escacs italià. Obtingué el títol de mestre nacional el 1900, i la FIDE li atorgà el de Mestre Internacional el 1950.

## Resultats destacats en competició
Dos cops campió d'Itàlia els anys 1923 i 1931, va guanyar també nombrosos torneigs a Itàlia entre 1920 i 1941. Entre 1927 i 1937 va participar representant Itàlia a cinc edicions de les Olimpíades d'escacs.

### Campionats italians
Rosselli va participar en els primers deu campionats nacionals italians, i va guanyar-ne dos. Empatà als llocs 7è-8è a Viareggio 1921 (1r Campionat italià, el campió fou Davide Marotti); va guanyar un matx pel títol contra Marotti (8,5 : 4,5) a Nàpols 1923; va perdre un matx pel títol contra Mario Monticelli (6 : 8) a Florència 1929; va guanyar el 4t Campionat d'Itàlia a Milà 1931; fou 6è a Milà 1934 (campió:Monticelli); empatà al 2n-3r lloc a Florència 1935 (campió: Antonio Sacconi); empatà als llocs 7è-9è a Florència 1936 (campió: Vincenzo Castaldi); fou 12è a Nàpols 1937 (campió: Castaldi); empatà als llocs 7è-8è a Roma 1939 (campió: Monticelli), i empatà als llocs 7è-8è al 10è Campionat italià, a Florència 1943 (campió: Vincenzo Nestler).

### Torneigs internacionals
El 1911 empatà als llocs 8è-9è a San Remo (campió Hans Fahrni); fou 5è a Trieste 1923 (campió: Paul Johner); empatà als llocs 12è-13è a Merano 1924 (campió: Ernst Grünfeld); fou 9è a Merano 1926 (campió: Edgar Colle). Va guanyar a Livorno 1926; fou 6è a Venècia 1929 (campió: Rudolf Pitschak);
empatà als llocs 2n-3r amb Abraham Baratz, rere Brian Reilly, a Niça 1931.
El 1925, al Torneig Internacional de Baden-Baden, va guanyar una partida contra el GM alemany Tarrasch i en va empatar una altra contra el futur Campió del Món Aleksandr Alekhin.

### Olimpíades d'escacs
Rosselli del Turco va representar Itàlia en cinc Olimpíades d'escacs oficials, i en dues de no oficials, entre 1924 i 1937. A l'Olimpíada de 1924, Rosselli va acabar empatat als llocs 14è-15è al torneig individual (Copa de Consolació, guanyada per Karel Hromádka).
| Any  | Olimpíada                | Ciutat     | Tauler     | Partides | Guanyades | Taules | Perdudes | Punts | %    |
| ---- | ------------------------ | ---------- | ---------- | -------- | --------- | ------ | -------- | ----- | ---- |
| 1924 | I Olimpíada no oficial   | París      | 2n         | 13       | 5         | 4      | 4        | 7     | 53.8 |
| 1927 | I Olimpíada              | Londres    | 1r         | 15       | 2         | 10     | 3        | 7     | 46.7 |
| 1931 | IV Olimpíada             | Praga      | 1r         | 18       | 2         | 8      | 8        | 6     | 33.0 |
| 1933 | V Olimpíada              | Folkestone | 1r         | 12       | 1         | 5      | 6        | 3.5   | 29.2 |
| 1935 | VI Olimpíada             | Varsòvia   | 3r         | 15       | 1         | 3      | 11       | 2.5   | 16.7 |
| 1936 | III Olimpíada no oficial | Múnic      | 2n         | 17       | 2         | 5      | 10       | 4.5   | 26.5 |
| 1937 | VII Olimpíada            | Estocolm   | 1r suplent | 9        | 2         | 0      | 7        | 2     | 22.2 |

## Editor
El 1911 va fundar a Florència la revista L'Italia Scacchistica, publicació que va dirigir fins al 1916, i posteriorment entre el 1924 i el 1943. La revista, que encara existeix, és la més antiga publicació d'escacs a Itàlia.

## Partides notables
Dues notables partides de Rosselli contra destacats rivals: Tarrasch, el màxim exponent de l'escola clàssica, i el futur campió del món i un dels millors jugadors de la història, Aleksandr Alekhin.
Siegbert Tarrasch - Stefano Rosselli del Turco (Baden-Baden, 1925)

1. Cf3 Cf6 2. d4 d5 3. c4 e6 4. Ag5 Cbd7 5. e3 Ae7 6. Cbd2 Ce4 7. Axe7 Dxe7
8. Cxe4 dxe4 9. Cd2 f5 10. f3 exf3 11. Dxf3 O-O 12. O-O-O e5 13. Dg3 f4
14. exf4 exd4 15. Cb3 c5 16. Ad3 Dd6 17. Thf1 Cf6 18. Dh4 Ad7 19. Cd2 Tae8
20. Cf3 Ac6 21. Ce5 Ae4 22. Axe4 Cxe4 23. Tf3 De7 24. De1 Cd6 25. Da5 b6
26. Dd2 De6 27. b3 Cf5 28. Dd3 Ce3 29. Td2 Df5 30. Dxf5 Txf5 31. h3 Cxg2
32. Txg2 Texe5 33. Txg7+ Rxg7 34. Tg3+ Rf6 35. fxe5+ Rxe5 36. Tg2 Tf3 37. Th2 Rf4 38. Te2 Te3 39. Tf2+ Re4 40. Tf7 Rd3 41. Rb2 Txh3 42. Txa7 Th2+ 43. Ra3 Rc3 44. Td7 d3 45. Ra4 d2 46. Rb5 Th6 0-1
Stefano Rosselli del Turco - Aleksandr Alekhin (Baden-Baden, 1925)

1.e4 e5 2.Cc3 Ac5 3.Cf3 d6 4.d4 exd4 5.Cxd4 Ce7 6.Ae2 0-0 7.0-0 Axd4
8.Dxd4 Cbc6 9.De3 f5 10.b3 fxe4 11.Cxe4 d5 12.Cg3 Cf5 13.Dd2 Dd6
14.Ab2 Ae6 15.Tad1 Cxg3 16.hxg3 Tad8 17.Dg5 Dd7 18.Af3 Tf5 19.De3 d4
20.Axc6 dxe3 21.Axd7 exf2+ 22.Txf2 Txd7 23.Txd7 Axd7 24.Txf5 Axf5
25.Ae5 Axc2 26.Axc7 Rf7 27.Ab8 a6 28.Ac7 Re6 29.Rf2 Rd5 30.g4 Ab1
31.a4 Ac2 32.a5 Axb3 33.Ab6 Re4 34.g5 Ad5 35.g3 Ac4 36.Re1 Rd3
37.Rd1 Rc3 38.Rc1 Ad3 39.Ac7 g6 40.Ad8 Ae4 41.Ab6 Ac2 42.Ac7 b5
43.axb6 Ae4 44.b7 Axb7 1/2-1/2

## Llibres
- Sfida Rosselli - Marotti per il campionato scacchistico italiano, Napoli, 15-28 aprile 1923. Viareggio, L'Ancora, 1923.